# Fritz Mendl

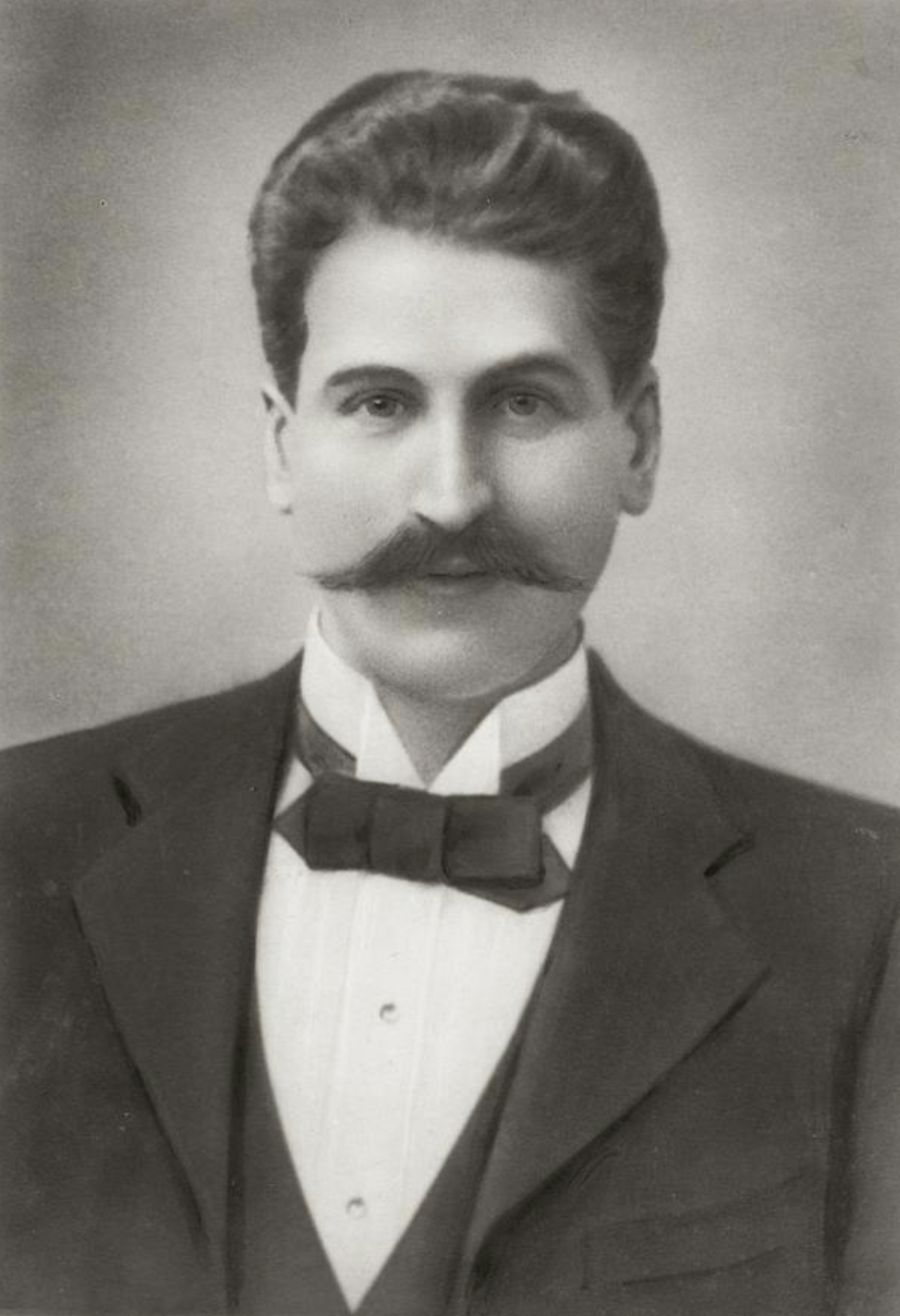
Fritz Mendl

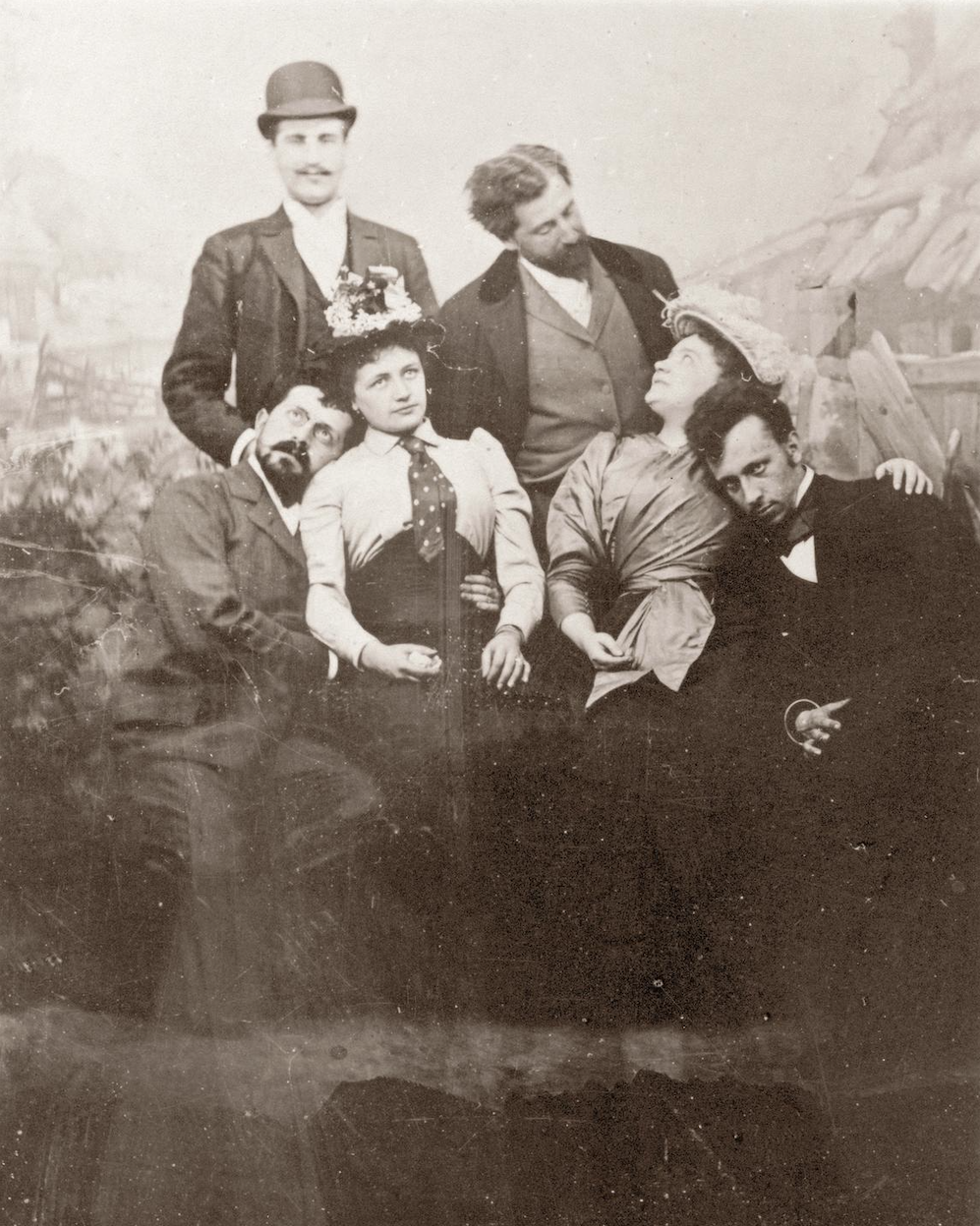
Fritz Mendl, Arthur Schnitzler, Richard Beer-Hofmann, Josefine Nebauer, Felix Salten, Julie Laska im Wiener Prater, 1892

Friedrich Mendl, genannt Fritz (geboren am 19. September 1864 in Wien, Österreich-Ungarn; gestorben am 8. Dezember 1929 ebenda) war ein österreichischer Unternehmer, der ab 1891 gemeinsam mit seinem Bruder Heinrich Ankerbrot aufbaute, das vor dem 1. Weltkrieg größte Bäckereiunternehmen Europas.

## Familie
Fritz Mendl kam als Kind der jüdischen Kaufleute Samuel Mendl und Babette (geborene Bettelheim) in Wien auf die Welt. Seine Eltern betrieben eine Konzessionshandlung im 2. Wiener Gemeindebezirk, Leopoldstadt. Er hatte einen älteren Bruder Heinrich (26. Januar 1855 – 1. Februar 1917), der anfänglich ebenfalls den Berufsweg eines Kaufmanns einschlug, bevor die beiden Brüder beschlossen, zusammenzuarbeiten. Am 25. Dezember 1895 heiratete Fritz Mendl in Wien seine Kusine mütterlicherseits Emilie ›Milly‹ Fried (25. Juni 1873 – 31. Januar 1927). Gemeinsam hatten sie fünf Kinder, Marianne (verh. Seemann), Erika Lucie, Fritz Jr., Otto und Bettina (verh. McDuff).

## Leben

Werbung für Ankerbrot

Mit der Übernahme einer in Konkurs geschlitterten Bäckerei in Wien-Favoriten stiegen die Brüder ohne Vorerfahrung und ohne nennenswertes Kapital ins Bäckereigeschäft ein. Am 1. Juli 1891 gründeten die beiden die Wiener Brot- und Gebäck-Fabrik von Heinrich & Fritz Mendl auf dem heutigen Keplerplatz im 10. Wiener Gemeindebezirk, Favoriten. 1893 verlegten sie den Standort in die ebenfalls in Favoriten gelegene Absberggasse 35 auf dem Laaer Berg. 1893 wurde der Betrieb aufgrund der arbeitsteiligen Produktion und den eingesetzten Geräten und Kraftmaschinen als Fabrik anerkannt. Als Markenzeichen des Unternehmens wählten die Gebrüder Mendl im selben Jahr den Anker, der für Sicherheit und Vertrauen stehen sollte. Das später verwendete Firmenlogo bestand aus dem Ankersymbol und den mittig eingefügten Initialen „HFM“.
Mendl organisierte den Einkauf der Rohwaren und setze ein Betriebssystem auf, das durch ein Filialsystem und eine eigene Logistik das Produkt bis an den Endabnehmer brachte.
Am 16. März 1904 trat er aus der jüdischen Gemeinde aus.
Während des 1. Weltkriegs war er in Wien für die Organisation und Zentralisierung der Getreideverteilung zuständig. Damit konnte er die ärgste Hungersnot verhindern.
Nach dem Tod des Bruders Heinrich 1917 wurde die Ankerbrotfabrik zur Aktiengesellschaft, Mendl zum Gründungspräsidenten. Das blieb er bis zum Schluss. Ihm gehörten 45 %, Stephan, dem Sohn Heinrichs, ebenfalls. Die verbleibenden 10 % besaß der Schwager und Generaldirektor Artur Fried. Der Wert der Fabrik wurde auf eine Billion österreichische Kronen geschätzt, was einem Wert von 500 Millionen € im Jahr 2024 entspricht.
Von 1917 bis 1925 war er Präsident der Börse für landwirtschaftliche Produkte.
Er starb am 8. Dezember 1929 nach langer Krankheit – Herzleiden – und wurde eingeäschert.

## Werke
- Fritz Mendl: Preisabbau und seine Voraussetzungen. Wien: Selbstverlag 1921